# تورپ اودلین
تورپ اودلین (به انگلیسی: Thorpe Audlin) یک روستا و محله مدنی در بریتانیا است که در سیتی ویکفیلد واقع شده‌است. تورپ اودلین ۶۶۰ نفر جمعیت دارد.